# Cardioglossa cyaneospila
Cardioglossa cyaneospila es una especie de anfibios de la familia Arthroleptidae.
Habita en Burundi, la República Democrática del Congo y Ruanda.
Sus hábitats naturales son montanos tropicales o subtropicales secos y ríos.